# North Syracuse
North Syracuse est un village du comté d'Onondaga, dans l'État de New York, aux États-Unis,. En 2010, il comptait une population de 6 800 habitants.

## Démographie
Lors du recensement de 2010, le village comptait une population de 6 800 habitants. Elle est estimée, en 2019, à 6 628 habitants.